# Bauersk utvidgning
Inom matematiken, speciellt inom algebraisk talteori, Bauersk utvidgning en kroppsutvidgning av en algebraisk talkropp som karakteriseras av dess primidealer med inertisk grad ett i utvidgningen.